# Tramvajová smyčka Kotlářka

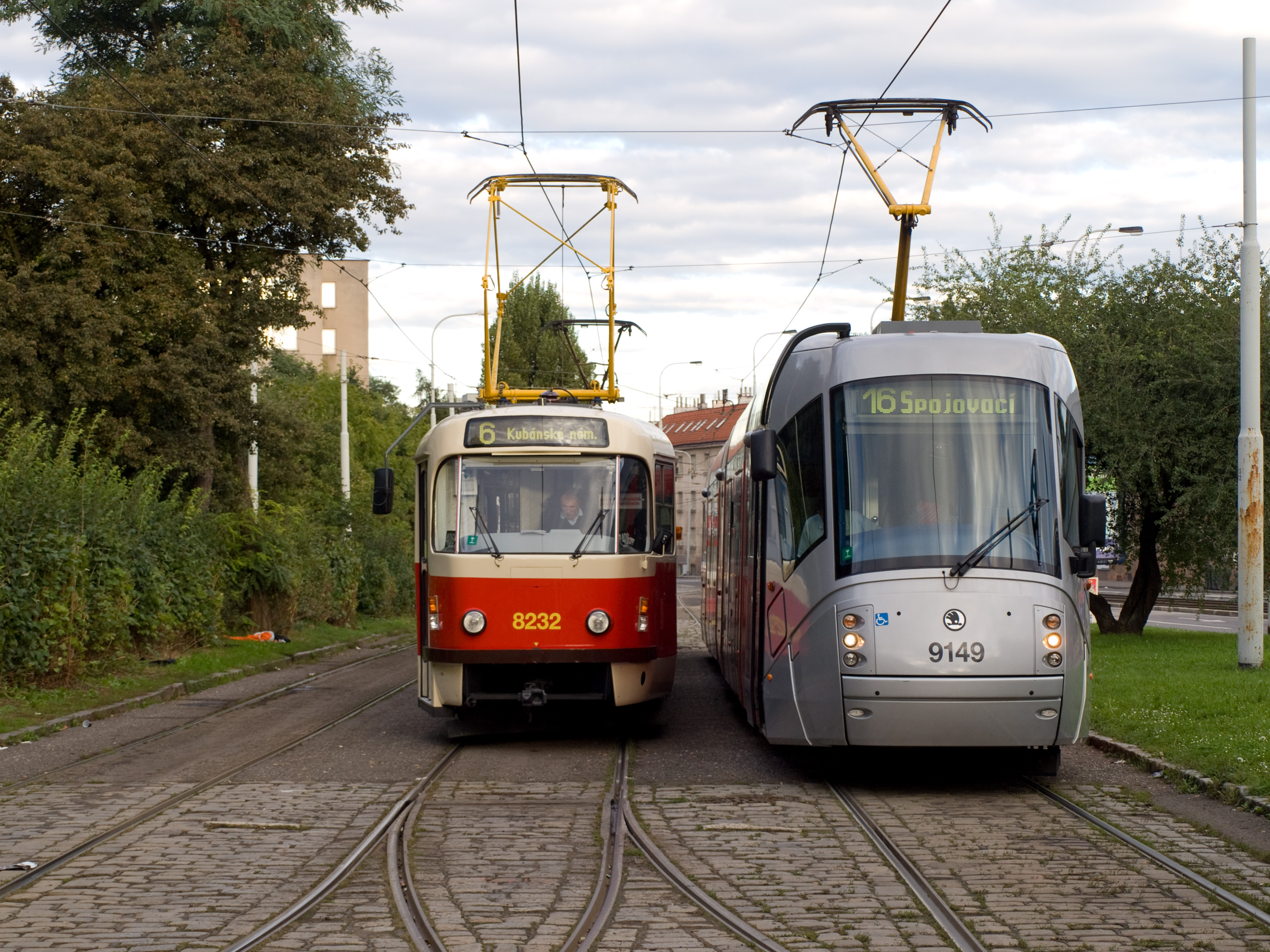
Tramvaje ve smyčce Kotlářka

Kotlářka je tramvajová smyčka v tramvajové síti hlavního města Prahy. Nachází se v jihozápadní části Prahy na okraji Smíchova, v oblasti Kotlářky, podle níž zastávka i smyčka získala své jméno.

## Popis
Vjezd do smyčky je možný pouze ve směru z centra Prahy a výjezd pouze ve směru do centra Prahy. V přímé části smyčky je vedle sebe dvojice výstupních zastávek a pak vedle sebe dvojice nástupních zastávek. Do smyčky se odbočuje ještě před nácestnou zastávkou Kotlářka na Plzeňské ulici, ve směru do centra tramvaje zastavují i v nácestné zastávce.

## Historie
K jejímu uvedení do provozu došlo 15. prosince 1952. V té době měla podobu přidané třetí koleje a smyčkou se projíždělo ve směru chodu hodinových ručiček. Během rekonstrukce blízké Plzeňské ulice v 70. letech 20. století došlo ke zrušení třetí koleje a k přestavbě smyčky na trojkolejnou. Obrátil se tehdy navíc také směr jízdy v ní, který je od té doby proti směru chodu hodinových ručiček. Do provozu byla takto upravená smyčka dána 12. listopadu 1979.

## Doprava
Od konce října 2013 zde končily v zastávce pravidelné trasy linek číslo 4 a linka 16 v obdobích mimo špičky pracovního dne. Po reorganizaci tramvajového vedení na konci srpna 2016 sem pravidelně začaly zajíždět linky číslo 15 a 21. Původně končící linka 16 zde má svou konečnou stále pouze v období mimo špičky pracovních dní. V roce 2017 byla linka 21 z Kotlářky přesunuta po nové trase do Radlic.